# Pussy (Comic)
Pussy (französisch Poussy) ist eine Comicfigur des belgischen Comiczeichners Peyo.
Der schwarze Kater mit weißer Schnauze, Brust, Bauch, Pfoten und Schwanzspitze debütierte 1949 in der belgischen Tageszeitung Le Soir. Bis Mai 1951 erschienen dort 26 kurze, schwarzweiße Comicstrips, gefolgt 1955 bis Anfang 1960 von über 200 weiteren jeweils halbseitigen Gags. Gleichzeitig mit Pussy veröffentlichte Peyo auch die Abenteuer von Johann und Pfiffikus, bei welchen 1958 Die Schlümpfe ihren ersten Auftritt hatten. Im Gegensatz zu manch anderen Comic-Katzen kann Pussy zwar nicht sprechen, jedoch weist der Kater durchaus auch menschliche Verhaltensweisen auf, besonders durch seine Beobachtungsgabe oder seinen Schalk, verbunden mit einer liebenswerten Naivität.
Ab 1965 wurden die halbseitigen Geschichten der zweiten Le Soir-Phase im Wochenblatt Spirou nachgedruckt, nunmehr in Farbe. Als dieser Fundus 1969 aufgebraucht war, vertraute Peyo die Serie seinem Assistenten Lucien De Gieter an, der bis 1973 46 neue Gags zeichnete. Nach einer Pause von fast drei Jahren im Spirou-Magazin zeichnete Daniël Desorgher 1976/77 16 neue Pussy-Gags. Zwischen den Jahren 1989 und 1992 erschienen zudem insgesamt 21 neue Gags von Daniel Desorgher, Éric Closter und Philippe Delzenne, die jeweils im Magazin Schtroumpf! veröffentlicht wurden (auf Deutsch in dessen Pendant, dem Monatsheft Die Schlümpfe bei Bastei).

## Deutsche Veröffentlichungen
Pussy hatte seinen deutschen Auftritt erstmals bei Kauka (Schreibweise hier: Pussi, später: Otto) und wurde dort in Publikationen wie Kauka Comic, Prima/Primo Comic, Pepito sowie Melanie abgedruckt.
Drei Bände mit gesammelten Gags sind 1980–1981 im Carlsen Verlag erschienen:
- Ich bin Pussy
- Aber nicht doch, Pussy
- Pussy bleibt Pussy

Im November 2014 erschien eine deutsche Pussy-Gesamtausgabe bei toonfish. Sie enthält alle existierenden Pussy-Gags von Peyo, Lucien De Gieter, Daniel Desorgher, Éric Closter und Philippe Delzenne.